# William A. Robson
William Alexander Robson (* 1895; † 1980) war ein britischer Rechtswissenschaftler, der als Professor für Verwaltungsrecht an der London School of Economics and Political Science (LSE) forschte und lehrte. Von 1952 bis 1955 amtierte er als Präsident der International Political Science Association.
Robson begann kurz nach dem Ersten Weltkrieg mit seinem Studium an der LSE und machte dort alle akademischen Abschlüsse: Bachelor, Ph.D. und Master of Laws (LLM). 1922 wurde er zur Anwaltschaft berufen, kehrte aber 1926 an die LSE zurück und blieb für den Rest seines Berufslebens dort. 1928 publizierte er die vielbeachtete Studie Justice and Administrative Law, mit der er nachwies, dass es ein umfangreiches Verwaltungsrecht gibt, das zu ordnen und kohärent zu gestalten sei. 1948 übernahm er den LSE-Lehrstuhl für Public Administration.
Er war als juristischer und politischer Berater im In- und Ausland tätig und gab zusammen mit Leonard Woolf von 1930 bis 1975 die Zeitschrift Political Quarterly heraus.
Er war verheiratet mit der Cellistin und Musiktherapeutin Juliette Alvin. Das Paar hatte drei Kinder.

## Schriften (Auswahl)
- Welfare state and welfare society. Illusion and reality. Allen and Unwin, London 1976, ISBN 0-04-360040-9.
- Justice and administrative law; a study of the British Constitution. 3. Auflage, Greenwood Press, Westport 1970, ISBN 0-8371-3143-X; 1. Auflage, Macmillan and co., limited, London 1928.
- Politics and government at home and abroad. Allen & Unwin, London 1967.
- Problems of nationalized industry. Oxford University Press, New York 1952.